# Bulby
Bulby – osada w Anglii, w hrabstwie Lincolnshire, w dystrykcie South Kesteven. Leży 47 km na południe od Lincoln i 147 km na północ od Londynu.